# Жмеринський провулок (Київ, хутір База)
Жме́ринський прову́лок — провулок у Святошинському районі міста Києва, місцевість хутір База. Пролягає від проїзду від Авторемонтної вулиці до кінця забудови.

## Історія
Виник у 50-х роках XX століття як провулок без назви. Сучасна назва — з 1959 року.

## Особливості
Провулок розташований на «острові», оточеному магістральними залізницями (зі сходу залізниця Київ — Коростень, з півночі та заходу сполучна залізниця Грушки — Алмаз, з півдня — з'єднувальна колія, що переходить з лінії Київ — Коростень до з. п. Алмаз). Доступ до провулку можливий через залізничний переїзд (пішохідний, для автотранспорту закритий).